# Маклюра оранжева
Маклюра оранжева (Maclura pomifera, синонім — М. aurantiaca) — дводомне дерево родини шовковицевих.

## Опис

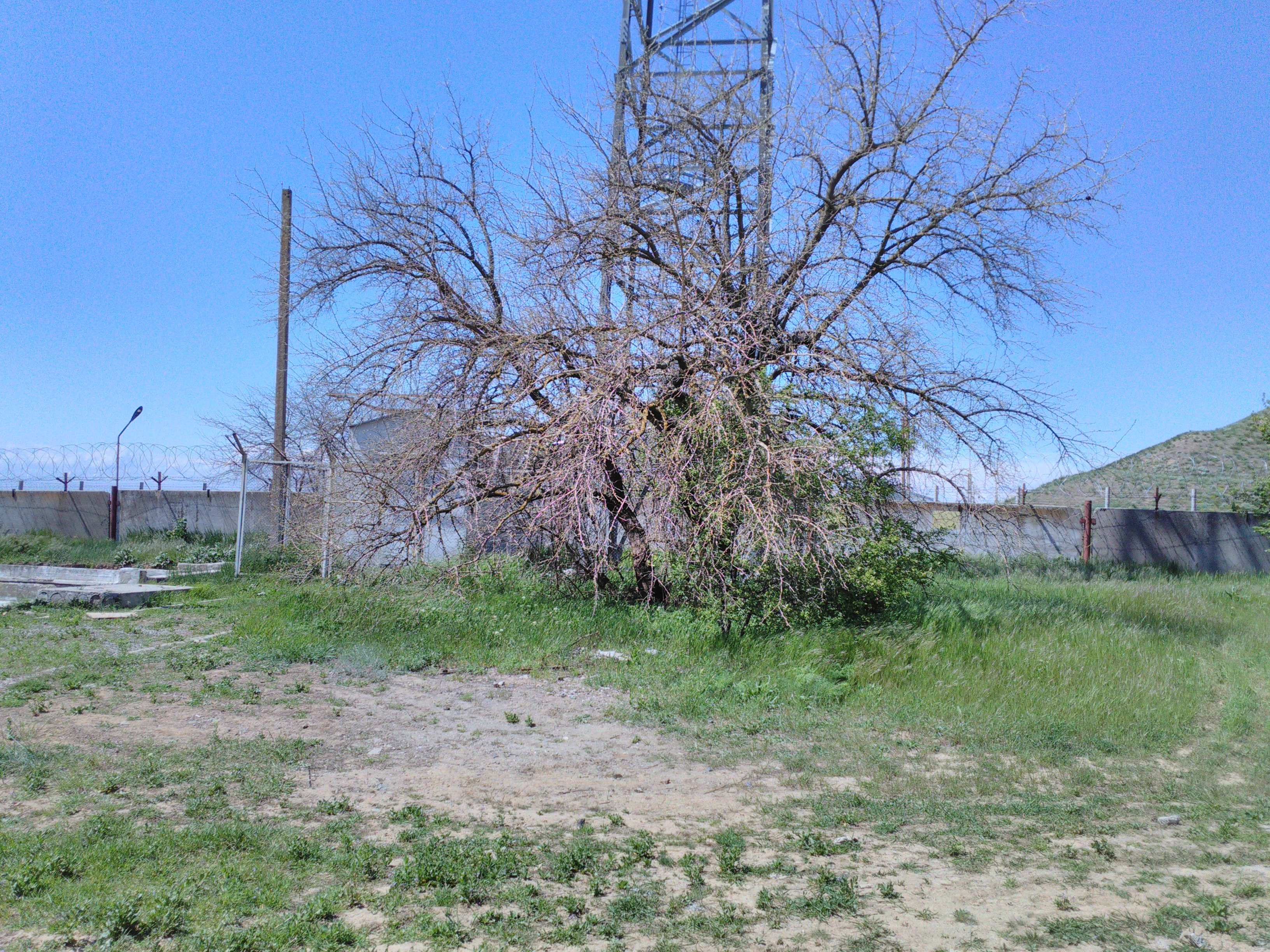
Дерево маклюри оранжевої в Очакові 1 травня 2019

Гілки — з тонкими гострими колючками в листкових пазухах. Листки чергові, прості, цілокраї, яйцеподібні, до 15 см завдовжки. Квітки дрібні, зелені: тичинкові — в жовтуватих сережках, маточкові — кулясті. Плоди дрібні, ясно-бурі занурені в м'якуш великого м'ясистого кулястого (схожого на апельсин) зморшкуватого жовто-зеленого супліддя. Цвіте у червні.

## Поширення та культивація
Походить з Північної Америки. Віддає перевагу глибокому і родючому ґрунту, але витривала на більшій частині Сполучених Штатів, де її використовують як живопліт. Потребує регулярного обрізання, щоб триматися в межах, адже пагони за один рік виростають на один-два метри у довжину. Занедбана огорожа стає плодоносною. Надзвичайно витривала проти комах та грибкових захворювань. Чоловічий сорт цього виду без шипів розмножують вегетативно для декоративних цілей. М. pomifera культивується в Італії, колишній Югославії, Румунії, колишньому СРСР та Індії. На території України вирощують на півдні країни.

## Хімічний склад
Осаджин та поміферин — ізофлавони, присутні у деревині та плодах у співвідношенні приблизно 1: 2 за вагою, і, у свою чергу, складають 4-6 % ваги сухих фруктів та зразків деревини. Основні компоненти свіжих фруктів включають пектин (46 %), смолу (17 %), жир (5 %) і цукор (до гідролізу 5 %). Вміст вологи у свіжих фруктах становить близько 80 %.

## Використання
В народній медицині використовують як засіб, що прискорює загоювання ран. Плоди хоч і не отруйні, але не їстівні, бо мають сухий гіркуватий м'якуш. Їстівними ж є насіння плодів, якщо їх підсмажити, то трохи нагадують смаком насіння соняхів. Охоче поїдають насіння білочки, повністю ігноруючи м'якуш. Інформація про отруйність, що поширилась ще за радянських часів є помилковою, можливо через неправильний переклад.
Має чудову міцну деревину, що погано піддається гниттю, слугує сировиною для виготовлення луків.
Також, рослину використовують як підщепи для її найближчої родички — кудранії («полуничне дерево»), плоди якої дуже смачні та доволі поширені на батьківщині.